# Sarroch
Sarroch (Sarrocu in sardo) è un comune italiano di 4 956 abitanti della città metropolitana di Cagliari in Sardegna.

## Geografia fisica

### Territorio

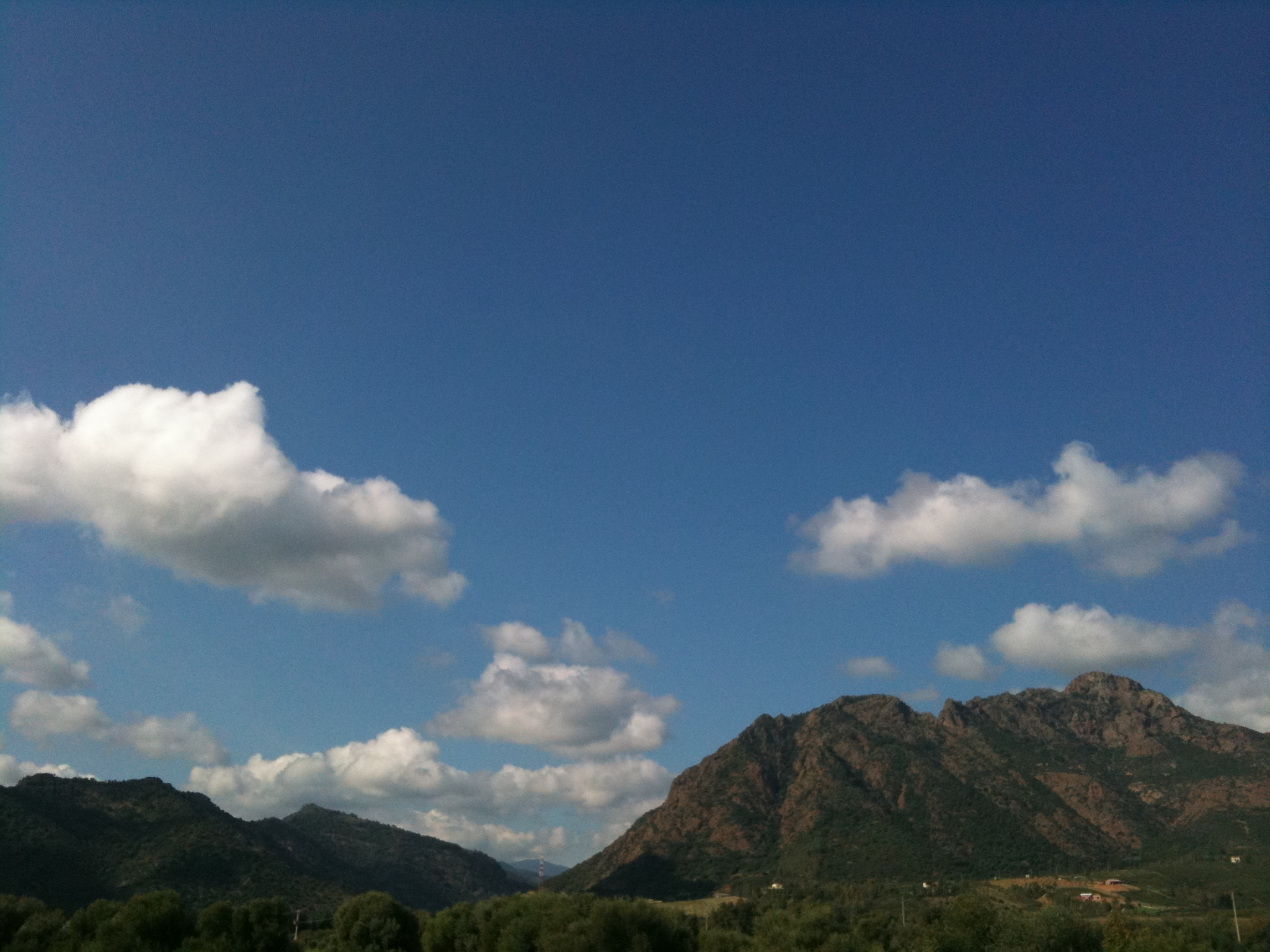
Rilievi

Sarroch è ubicata presso la costa occidentale del golfo degli Angeli, a circa 25 km da Cagliari. Alcune interpretazioni ne attribuiscono l'appartenenza alla regione del Sulcis-Iglesiente. In realtà, come gli altri paesi dislocati a sudest dei monti del Sulcis (Pula, Villa San Pietro e Capoterra), questa attribuzione è poco condivisa, per l'isolamento geografico che separa la piana costiera che si estende da Capoterra a Chia dal Sulcis propriamente detto.
Si estende ai piedi di un modesto rilievo, dominato da una caratteristica roccia andesitica di forma tronco conica, in cima alla quale è issato un crocifisso. Il paese e le campagne circostanti si estendono su una piana alluvionale originatasi nel Quaternario. La morfologia a nord e nordovest del paese è caratterizzata da depositi alluvionali intervallati a modesti rilievi granitici che rappresentano le ultime falde dei monti del Sulcis. A sud si estendono invece modesti rilievi collinari di origine andesitica, che si insinuano fino alla costa separando il tratto di mare interessato dall'agglomerato industriale e dal porticciolo (Porto Foxi) da quello interessato dagli insediamenti residenziali e turistici di Perd'e Sali e Porto Columbu. Queste due frazioni si estendono in realtà nel tratto di costa all'altezza del territorio di Villa San Pietro.
L'entroterra sarrochese è interessato dalla valle di uno degli affluenti del rio di Pula, che si insinua nel settore centrale dei monti del Sulcis fino alla foresta demaniale di monte Nieddu e alle pendici del monte Maxia. In questo corso d'acqua, a regime torrentizio, è in corso di costruzione un bacino artificiale.

### Flora
La vegetazione della piana alluvionale e delle colline andesitiche, ascrivibile all'Oleo-ceratonion, mostra un forte degrado a causa della pressione antropica e in molti tratti cede il passo ai pascoli cespugliati, alla gariga, alla macchia a cisto. Sporadici sono gli alberi, rappresentati soprattutto da suggestive sughere e lecci, residui dell'antica foresta termofila, o più frequentemente da carrubi e olivi.

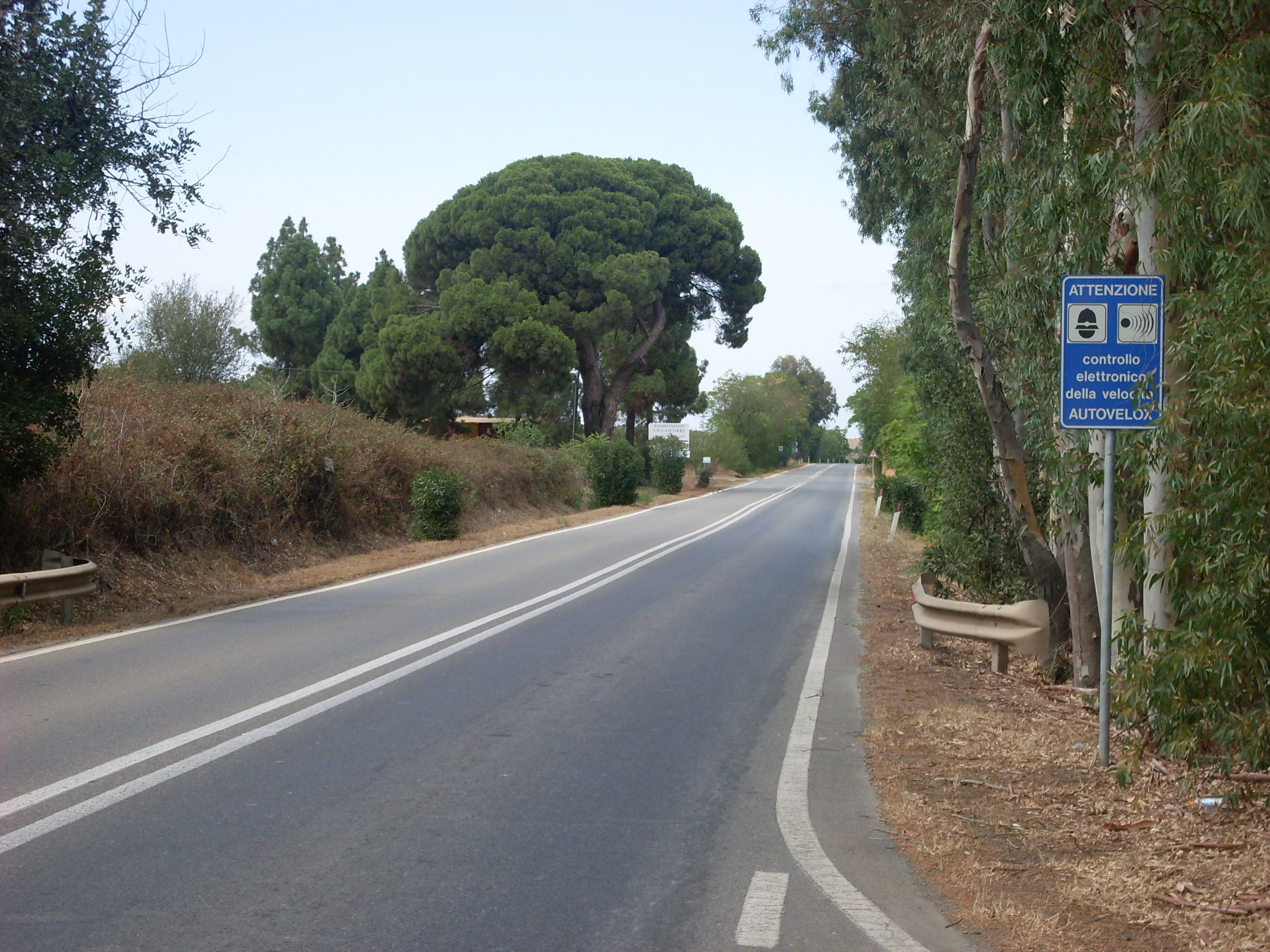
Il più grande dei monumentali pini domestici di Villa d'Orri.

In località Villa d'Orri, sul bordo della Statale 195, si ergono due maestosi pini, classificati come alberi monumentali. La loro origine risale probabilmente alla metà dell'Ottocento, residui di un giardino allestito dal marchese Don Stefano Manca marchese di Villahermosa. Il più grande ha una circonferenza di circa 3,5 m e un'altezza di 15 m.
Alle pendici dei monti del Sulcis e nell'entroterra predominano infine la macchia mediterranea e la macchia-foresta e, lungo i corsi d'acqua, una fitta vegetazione riparia composta da ontani, oleandri, salici, ecc.

## Origini del nome
Il toponimo dovrebbe derivare dal sardo sa rocca o dal catalano s'arroch, con il significato di roccia. 
L’ipotesi di derivazione del nome da San Rocco è improbabile: nel paese non vi è, o vi è stata, una chiesa o una località dedicata a questo santo, pertanto questa etimologia viene completamente scartata. Questo fenomeno capita invece per Villa San Pietro, il quale ha una chiesa romanica dedicata a San Pietro
Nelle Rationes Decimarum Italiae, Sardinia dell'anno 1341 appare citato come de Saroch, nella diocesi di Cagliari.

## Storia
Il territorio di Sarroch è abitato sin dall'età nuragica. Durante il medioevo fece parte del giudicato di Cagliari ed era compreso nella curatoria di Nora col nome di San Rocco; successivamente passò alla curatoria di Capoterra. Dopo la scomparsa del giudicato cagliaritano nel 1258, passò ai della Gherardesca gherardiani, padroni a quel tempo della Sardegna sud-occidentale.
Successivamente, con l'invasione aragonese del 1324, venne affidato in feudo, prima agli stessi della Gherardesca (fino al 1355) e poi a diverse famiglie nobiliari iberiche. Nel 1355 fu annesso alla baronia di Capoterra, concessa in feudo a Giovanni Villana; tuttavia il paese iniziò progressivamente a spopolarsi a causa delle continue incursioni barbaresche. Venne ricostruito, in una posizione più interna, nel corso del XVII secolo su iniziativa del nuovo feudatario, il barone Gerolamo Torrellas, che favorì l'afflusso di famiglie di agricoltori e allevatori del Gerrei:
(Vittorio Angius, XIX secolo, Dizionario Angius-Casalis)

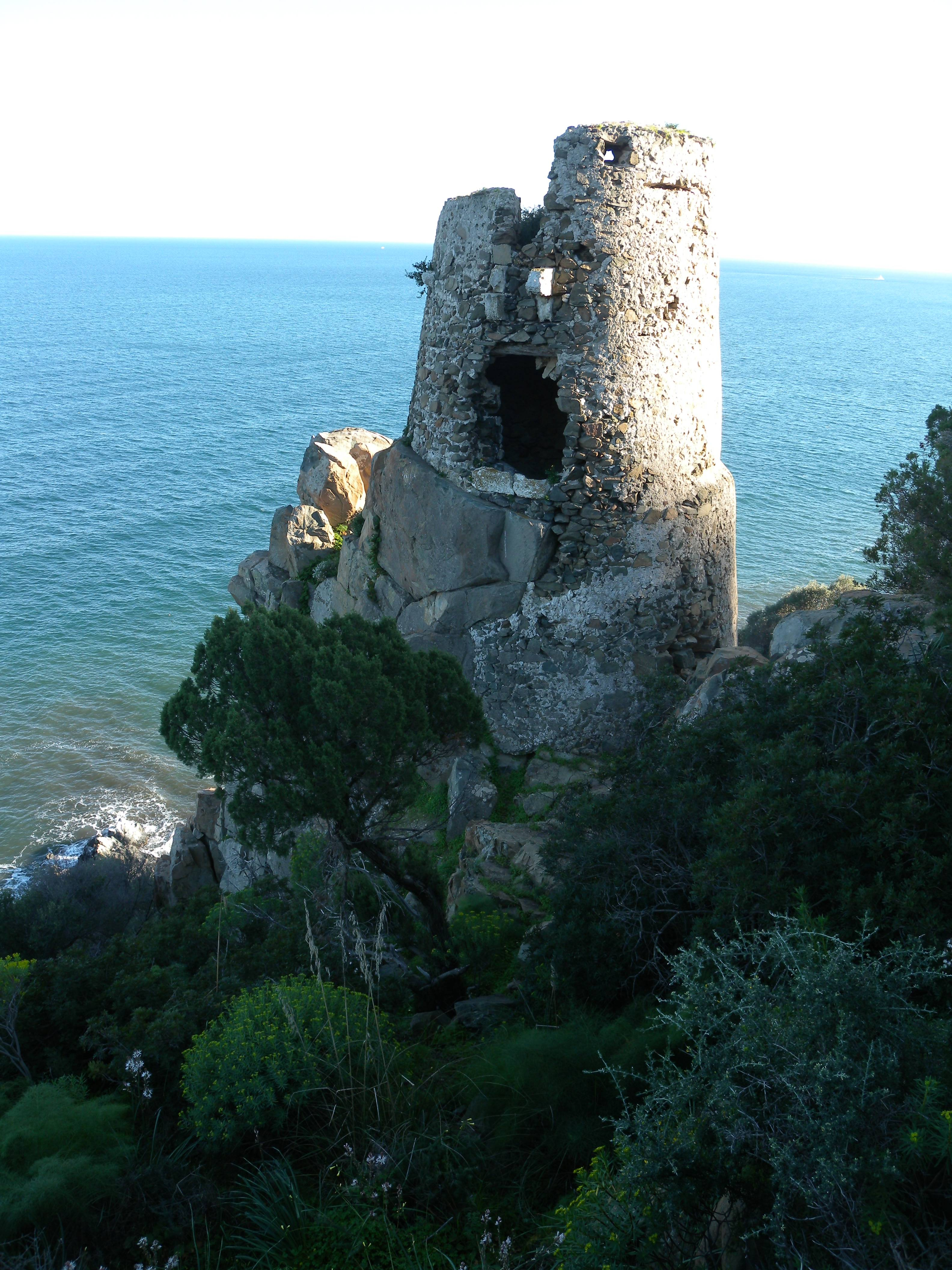
Torre del Diavolo

Tra il XVI secolo e il XVII secolo il governo iberico decise di erigere tre torri di avvistamento: la Torre di Antigori, la Torre del Diavolo e la Torre della Zavorra.

## Monumenti e luoghi d'interesse

### Siti archeologici

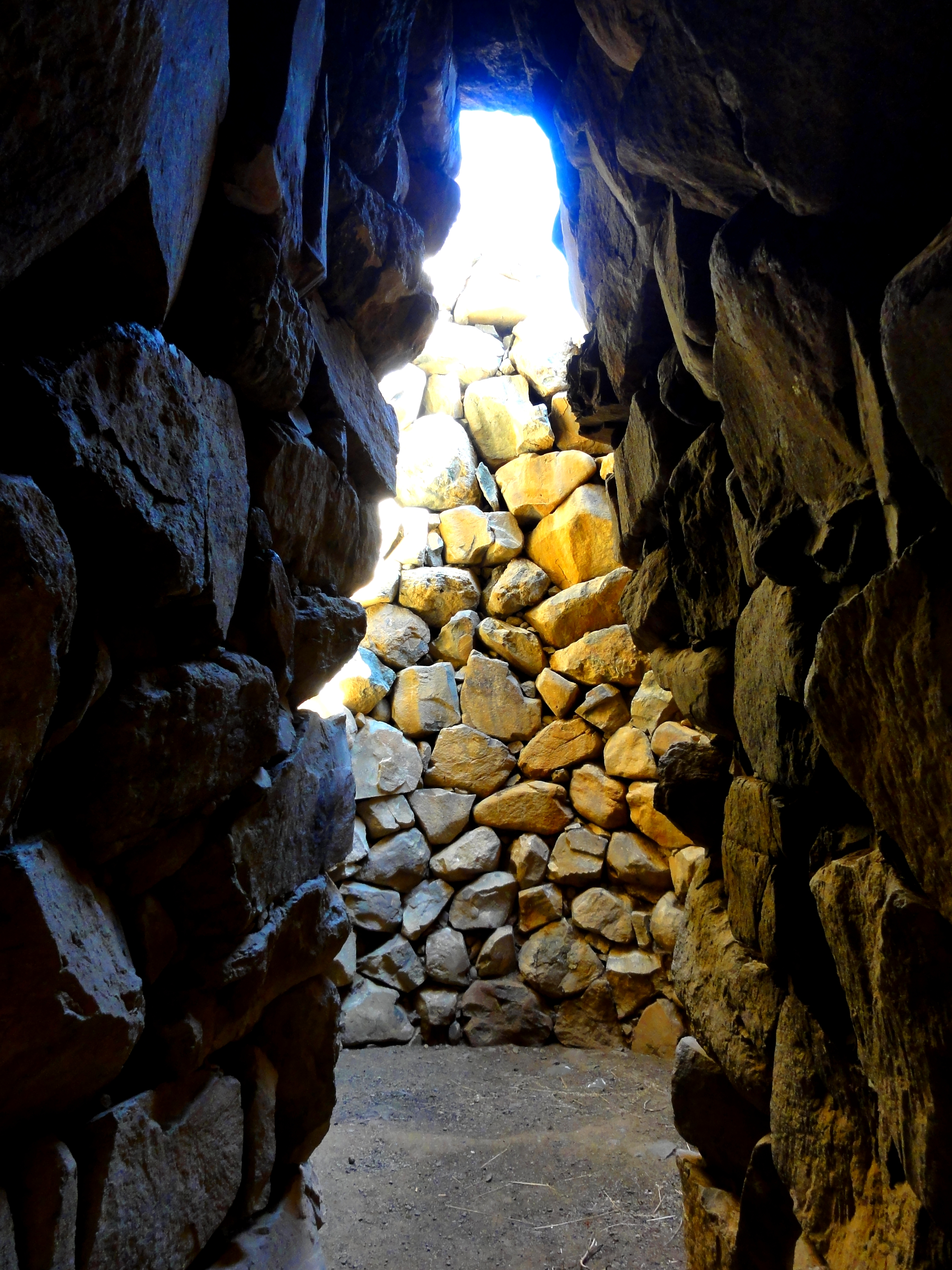
Interno del nuraghe Sa domu e s'Orcu

#### Nuraghi
- nuraghe Sa Domu 'e s'Orcu
- nuraghe Antigori
- nuraghe Monte Mereu
- nuraghe Basoni
- nuraghe Portu Columbu
- nuraghe Canale Peppino
- nuraghe Pruna Cristi (in alcune mappe indicato erroneamente anche come Nuraghe Motti)
- nuraghe San Nicola
- nuraghe Giammino
- nuraghe de Is Baccas
- nuraghe Giummo
- nuraghe Guardia Sa Mendula
- nuraghe Mussara
- nuraghe Monte Arrubiu
- nuraghe Guardia Santali
- nuraghe Perda Longa
- nuraghe Su Macciaroni

#### Tombe dei giganti
- tomba dei giganti Monte Arrubiu
- tomba de su rei
- tomba dei giganti di Guardia Mussara
- tomba dei giganti di Antigori
- tomba dei giganti di Monte Mereu

### Architetture civili
- Villa Siotto

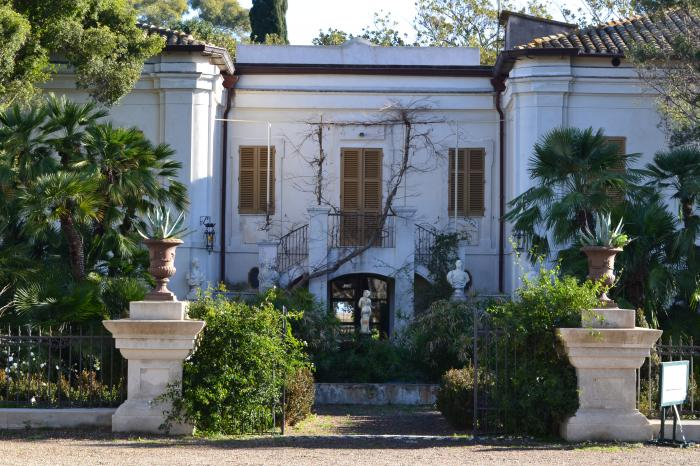
Villa d'Orri

- Villa d'Orri: Unica "Villa Reale" in Sardegna, risalente alla fine del XVIII secolo[8], di proprietà della famiglia Manca dei Marchesi di Villahermosa, la Villa d'Orri è monumento di rilevanza storica per aver ospitato i Savoia, Carlo Felice e la sua consorte Maria Cristina di Borbone-Due Sicilie, nonché Francesco d'Austria-Este, futuro Francesco IV, duca di Modena e Reggio, durante il loro soggiorno in Sardegna.

### Luoghi di interesse naturalistico
- Area montana di Monte Nieddu. Quest'area, difficilmente raggiungibile a causa della morfologia accidentata del territorio, è parte integrante della vasta formazione forestale che si estende su gran parte del massiccio del Sulcis, dalla Riserva di Monte Arcosu (Uta) alle foreste demaniali di Pantaleo (Santadi) e Is Cannoneris (Domus de Maria)

## Società

### Evoluzione demografica
Abitanti censiti

### Etnie e minoranze straniere
Al 31 dicembre 2019 a Sarroch risiedevano 111 cittadini stranieri, pari al 2,1% della popolazione totale. Le nazionalità straniere più numerose sono:
- Brasile 17
- Romania 15
- Germania 11

### Lingue e dialetti
La variante del sardo parlata a Sarroch è il campidanese comune.

### Tradizioni e folclore
Le due festività d'interesse locale sono i festeggiamenti in onore di Santa Vittoria, patrona del paese, e di Sant'Efisio. La prima ricorre alla terza domenica di settembre, la seconda il 2 maggio. La festa di Sant'Efisio è un'estensione della più famosa Sagra di Sant'Efisio che si svolge a Cagliari e che coinvolge le località interessate dal pellegrinaggio fino alla località di Nora. Nel pomeriggio del primo giorno della sagra, il 1º maggio, il carro giunge alla località di Villa d'Orri, dove ha luogo, simbolicamente, il ricevimento da parte della comunità di Sarroch e il pernottamento. Il giorno successivo il pellegrinaggio riprende attraversando il paese e proseguendo verso i paesi di Villa San Pietro e Pula.

## Cultura

### Eventi
Un evento da menzionare è la Festa dei giovani, che ogni anno raggruppa giovani da tutto il sud dell'isola. La manifestazione è organizzata dall'associazione culturale Giustizia e Libertà, che ogni anno, il primo weekend di settembre, propone quattro serate all'insegna della buona musica locale e nazionale accompagnata da vari intrattenimenti: rassegna video autoprodotti, caccia al tesoro notturna, giochi per bambini ecc.

## Economia

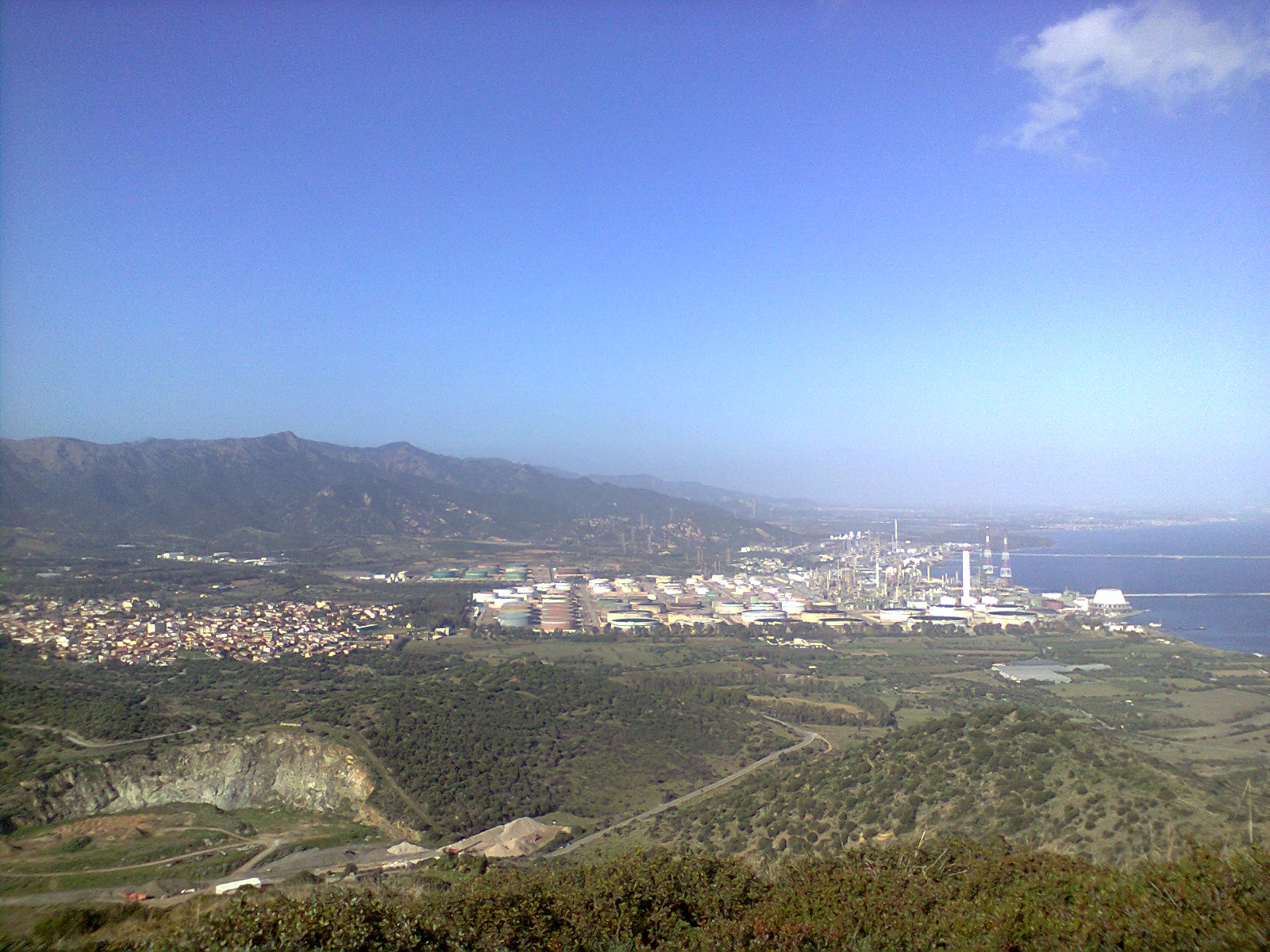
Impianti Saras

La zona costiera è rappresentata dagli insediamenti residenziali di Perd'e Sali e Portu Columbu che si affacciano sul Porto Turistico, uno dei più importanti riferimenti per il turismo nautico della costa sud-occidentale dell'Isola. Il turismo ha tuttavia un interesse marginale nel paese, in quanto le spiagge di Perd'e Sali e Portu Columbu sono state irrimediabilmente distrutte dall'edificazione (i muri di confine delle case residenziali in molti punti sono bagnati dal mare) e dal porto turistico, mentre il resto della costa è stato sottratto allo sfruttamento turistico dalla presenza del polo industriale. Il turismo rappresenta per lo più un punto di riferimento residenziale per le vicine località turistico balneari dislocate nei territori di Pula e Domus de Maria.
L'attività agricola è del tutto marginale, soprattutto a causa dell'abbandono delle campagne a favore dell'attività industriale. Esistono tuttavia piccole nuclei produttivi nei settori dell'orticoltura, della frutticoltura (agrumi, fico, drupacee) e dell'olivicoltura, che alimentano un mercato locale, e dell'allevamento ovino. Fra le industrie di trasformazione sono presenti piccoli caseifici e un oleificio.
L'attività economica principale è rappresentata dall'industria chimica e dall'indotto ad essa associata. Sarroch ospita l'impianto di raffinazione petrolifera della Saras, uno dei sei supersite presenti in Europa, e alcuni impianti petrolchimici.

## Amministrazione
| Periodo         | Periodo         | Primo cittadino      | Partito                               | Carica  | Note   |
| --------------- | --------------- | -------------------- | ------------------------------------- | ------- | ------ |
| 6 giugno 1993   | 27 aprile 1997  | Giovanni Paolo Spano | lista "eterogenea"                    | Sindaco | [ 11 ] |
| 27 aprile 1997  | 13 maggio 2001  | Salvatore Mattana    | liste civiche di centro-sinistra      | Sindaco | [ 12 ] |
| 13 maggio 2001  | 28 maggio 2006  | Salvatore Mattana    | liste civiche di centro-sinistra      | Sindaco | [ 13 ] |
| 28 maggio 2006  | 15 maggio 2011  | Mauro Cois           | lista civica                          | Sindaco | [ 14 ] |
| 15 maggio 2011  | 5 giugno 2016   | Salvatore Mattana    | lista civica "Progetto Sarroch"       | Sindaco | [ 15 ] |
| 6 giugno 2016   | 11 ottobre 2021 | Salvatore Mattana    | lista civica "Sarroch per il Futuro"  | Sindaco | [ 16 ] |
| 11 ottobre 2021 | in carica       | Angelo Dessì         | lista civica "Entu estu Sarroch 2021" | Sindaco | [ 17 ] |